# All the World's a Stage (album)
| Recensione | Giudizio |
| ---------- | -------- |
| AllMusic   |          |

All the World's a Stage è il primo live album della rock band canadese Rush, ed è stato pubblicato il 29 settembre 1976.
Il disco è stato registrato al Massey Hall di Toronto l'11, 12 ed il 13 giugno del 1976 durante il tour di supporto a 2112, il 2112 Tour. All The World's a Stage è stato certificato disco d'oro dalla RIAA il 16 novembre 1977 e disco di platino il 4 marzo 1981, poche settimane dopo l'uscita di Moving Pictures.

## Descrizione
All the World's a Stage presenta materiale estratto dai primi quattro studio album dei Rush, rappresentando in maniera molto realistica la scaletta dei concerti eseguiti in quel periodo.
Originariamente l'album venne pubblicato come doppio disco in vinile; in seguito venne realizzato in versione CD con l'omissione della traccia What You're Doing. Nella versione remastered del 1997 il brano venne nuovamente incluso nella track list.
Con questo live album si conclude quella che solitamente viene definita come la prima fase del gruppo, ossia quella più legata a sonorità hard rock.
Da questo disco in poi i Rush pubblicheranno un album live ogni quattro album in studio, trend che proseguirà fino al 1998, data d'uscita di Different Stages.
La critica ha accolto All the World's a Stage con favore, Geoff Barton ha descritto il disco come maturo, energico e aggressivo e la performance dei tre musicisti immacolata. Il suono della band risulta essere brutale ma raffinato allo stesso tempo. I Rush vengono definiti come la miglior band in circolazione tra quelle che ancora devono sfondare in Gran Bretagna. Recensioni più recenti parlano dell'album come uno tra i migliori live del decennio, utile a sostenere la rapida ascesa della band. Il gruppo viene fotografato alla perfezione nel tempo in cui offriva ancora un suono grezzo e diretto.

## Tracce
1. Bastille Day – 4:57 (da: Caress of Steel)
2. Anthem – 4:56 (da: Fly by Night)
3. Fly by Night-In the Mood (Lee, Peart)-(Lee) – 5:03 (da: Fly by Night/Rush)
4. Something for Nothing (Lee, Peart) – 4:02 (da: 2112)
5. Lakeside Park – 5:04 (da: Caress of Steel)
6. 2112 – 15:45 (da: 2112)
  1. Overture – 4:16
  2. The Temples of Syrinx – 2:12
  3. Presentation – 4:27
  4. Soliloquy – 2:22
  5. Grand Finale – 2:28
7. By-Tor & The Snow Dog – 11:57 (da: Fly by Night)
8. In the End (Lifeson, Peart) – 7:13 (da: Fly by Night)
9. Working Man-Finding My Way (da: Rush)-Drum Solo – 14:56 (Lifeson, Lee)-(Lifeson, Lee)-(Peart)
10. What You're Doing (Lifeson, Lee) – 5:39 (da: Rush)

Tutti i brani scritti da Geddy Lee, Alex Lifeson e Neil Peart eccetto dove segnato

## Formazione
- Geddy Lee - basso, voce
- Alex Lifeson - chitarra
- Neil Peart - percussioni

## Classifiche
| Classifica (1976) | Posizione massima |
| ----------------- | ----------------- |
| Stati Uniti       | 40                |

## Principali edizioni e formati
All the World's a Stage è stato pubblicato nel corso degli anni in varie edizioni, ristampe e formati; queste le principali:
- 1976, Mercury Records, formato: doppio LP, 8-Tracks, MC
- 1990, Mercury Records, formato: CD
- 1997, Mercury Records, formato: CD, rimasterizzato
- 2015, Mercury Records, formato: doppio LP (vinile 200 g.), rimasterizzato
- 2011, Mercury Records, all'interno del cofanetto Sector 1, formato: CD, rimasterizzato